# Asshole (Gene Simmons)
Asshole è il secondo album solista del bassista dei Kiss Gene Simmons, pubblicato nel 2004 per l'etichetta discografica Sanctuary Records. Il nome dell'album appare solamente ai lati della confezione in forma censurata (è scritto infatti ***hole).

## Tracce
1. Sweet & Dirty Love (Gene Simmons)
2. Firestarter (Liam Howlett)
3. Weapons of Mass Destruction (Simmons)
4. Waiting For the Morning Light (Bob Dylan, Simmons)
5. Beautiful (Mark Addison, Nina Singh)
6. Asshole (Frank Tolstrup)
7. Now That You're Gone (Bruce Kulick, Simmons)
8. Whatever Turns You On (Simmons, Dave Williams)
9. 'Dog (Simmons, Bag)
10. Black Tongue (Simmons, Frank Zappa)
11. Carnival of Souls (Simmons, Scott Van Zen)
12. If I Had a Gun (Simmons, Bag)
13. 1,000 Dream (Simmons)
14. Everybody Knows[1]
15. You're My Reason For Livin'[1]

## Formazione
- Gene Simmons - voce, basso, chitarra ritmica

### Collaboratori[2]
- Eric Singer - batteria
- Bruce Kulick - chitarra ritmica e solista
- Mark Addison - batteria, chitarra, basso, tastiere, voce
- Nina Singh - batteria, percussioni, chitarra, voce
- Frank Tolstrup - batteria, basso, chitarra ritmica
- Thomas Ruud - chitarra solista
- Jeff Diehl - chitarra, batteria
- Holland McRae - chitarra solista
- Dan Crupier - batteria
- Brian Lebarton - piano
- Bag - batteria, chitarra, basso, voce
- Dweezil Zappa - chitarra solista, voce
- Richie Kotzen - chitarra ritmica e solista
- Shannon Tweed - voce
- Louise Tweed - voce
- Michelle Casio - voce
- Nira Weiss - voce
- Sophie Simmons - voce
- Zachary Grant - voce
- Kylie O'Brien - voce
- Dave Williams - voce
- Gale Zappa - voce
- Nick Simmons - voce
- Steve Parrish - voce
- Chris Parrish - voce